# Матвеев, Антон Матвеевич
Анто́н Матве́евич Матве́ев (12 декабря 1903, Осинкино, Чебоксарский уезд, Казанская губерния — 19 октября 1971, Брянск, СССР) — чувашский советский государственный деятель, участник Гражданской войны в России. Председатель Совета Министров Чувашской АССР.

## Биография
Окончил Казанский финансово-экономический институт (ныне Казанский государственный финансово-экономический институт) в 1933 году.
Первый секретарь Октябрьского районного комитета КПСС (1934—1938), заместитель наркома финансов Чувашской АССР (1938—?), первый секретарь Советского районного комитета КПСС (?—1940), третий секретарь областного комитета Чувашской АССР (1940—1941), председатель Совета народных комиссаров (министров) Чувашской АССР (1942—1947).
Депутат 2-го созыва Верховного Совета СССР.